# یوهان لامرتس
یوهان لامرتس (هلندی: Johan Lammerts؛ زادهٔ ۲ اکتبر ۱۹۶۰) دوچرخه‌سوار اهل هلند است.